# Bigoudi (série télévisée)
Pour les articles homonymes, voir Bigoudi (homonymie).
Bigoudi est une série télévisée produite à la fin des années 1990 par la Télévision suisse romande (TSR), sur l'idée d'Emanuelle delle Piane, qui a écrit les 14 premiers scénarios. Elle compte trois saisons.
Il s'agit de la première comédie de situation entièrement produite par la TSR.

## Séries
- Saison 1, 15 épisodes (1996), réalisateur : Stéphane Matteuzzi[2], scénariste : Emanuelle delle Piane[3]
- Saison 2, 15 épisodes (1997), réalisateurs : Stéphane Matteuzzi[4], Lorenzo Gabriele et Heikki Arekalio, textes écrits par Léa Fazer[5]
- Saison 3, 20 épisodes (1998)[6], réalisateurs : Lorenzo Gabriele, Stéphane Matteuzi et Blaise Piguet, textes écrits par Léa Fazer[7]

## Histoire
Un salon de coiffure où officient les femmes de trois générations et un garçon coiffeur,.

## Acteurs
- Maria Mettral, Claire, la mère
- Sibylle Blanc, Laura, la fille
- La Castou, la grand-mère, qui a des dons de voyance[2]
- Laurent Deshusses, Fabrice, le garçon coiffeur
- Anne-Marie Yerly, mère de Fabrice
- Stephane Bragance, Mathieu ami de Laura

## Audience
La série est un vrai succès, les dix premiers épisodes recueillant en moyenne plus de 40 % de parts de marché et la rediffusion plus de 30 %. La deuxième saison obtient entre 30 et 40 % d'audience.